# Alberto Viani
Alberto Viani (Quistello, 23 giugno 1906 – Venezia, 10 ottobre 1989) è stato uno scultore italiano.

## Biografia
Alberto Viani nacque a Quistello, in provincia Mantova, figlio di Oreste e di Itala Costanza Bettini. Trasferitosi a Mestre con la famiglia nel 1916, si diplomò nel 1926 all'istituto tecnico Giovanni Battista Belzoni di Padova. Nel 1923 si iscrisse all'Accademia di belle arti di Venezia, frequentando il corso di scultura di Eugenio Bellotto, diplomandosi nel 1933. In questi anni iniziò a frequentare il collezionista Carlo Cardazzo, conoscendo e stringendo amicizia con i principali esponenti degli ambienti artistici locali tra cui Santomaso, Scarpa, Deluigi e Pizzinato.
Tra il 1938 e il 1939 prende parte alle sue prime mostre collettive, organizzate dall'Opera Bevilacqua La Masa. Nel 1940 cominciò ad insegnare scultura al liceo artistico, per poi ottenere nel 1942 la docenza presso l’Accademia di belle arti: fu qui che tra il 1944 e il 1947 lavorò come assistente alla cattedra di scultura retta da Arturo Martini. Dopo quest'esperienza, Viani seguì un personale percorso artistico, che lo portò a forme sempre più stilizzate (sono famosi i suoi busti femminili). Amico di Emilio Vedova e di Sergio Bettini, fu per lungo tempo vicino allo Spazialismo, pur senza aderirvi. La sua opera Nudo al sole in bronzo, è esposta al negozio Olivetti a Venezia, ambiente progettato dall'amico architetto Carlo Scarpa e realizzazione alla quale Viani ha partecipato.
Nel 1944 presentò la sua prima personale alla Piccola Galleria di Venezia. Due anni più tardi sottoscrisse il manifesto della Nuova Secessione Artistica Italiana. L'anno successivo si sposò con Ida Rosini e, in seguito alla morte di Martini, tornò ad insegnare al liceo artistico, dove restò fino al 1953.
Tra il 1948 e il 1988 prese parte a undici edizioni della Biennale di Venezia, con tre personali nel 1952, 1958, e 1966, venendo inoltre premiato tre volte. Alla Quadriennale di Roma fu presente cinque volte, nel 1948, 1955, 1965, 1973 e 1986, dove venne premiato nel 1965. Partecipò anche a due edizioni di documenta, nel 1955 e nel 1959. Nel 1955 e nel 1965 prese parte alla Biennale di San Paolo e nel 1958 e 1964 al Carnegie International.

Altre esposizioni rilevanti includono: Exposition internationale de sculpture contemporaine (1955, Museo Rodin), Arte italiana dal 1910 ad oggi (1957, Haus der Kunst), Scultura italiana contemporanea (1965, Madurodam), Contemporary Italian Sculpture (1965, Mostra itinerante in Australia), Arte italiano contemporaneo desde 1910 (1966, Museo d'arte moderna), Arte italiano contemporaneo (1967, Mostra itinerante in America centrale), Mostra del bronzetto italiano contemporaneo (1968-1977, Mostra itinerante in Europa) e Salon d'Automne - Sculpteurs italiens contemporains (1975, Salon d'Automne). Espose due volte al Museum of Modern Art di New York, nel 1949 Twentieth Century Italian Art (in quell'occasione il museo acquistò l'opera Nudo) e nel 1953 Sculpture of the XXth Century.
Nel 1953 tornò all'Accademia di Belle Arti insegnando plastica ornamentale, per poi divenire di ruolo nel 1956 e ottenere la cattedra di scultura all'Accademia di belle arti di Bologna.
Nel 1962 partecipò, insieme con i più importanti scultori internazionali dell'epoca, alla mostra Sculture nella città organizzata da Giovanni Carandente nell'ambito del V Festival dei Due Mondi a Spoleto; presentò una scultura in bronzo polito del 1958, dal titolo Scultura.
Morì a Venezia il 10 ottobre 1989.

## Opere nelle collezioni (parziale)

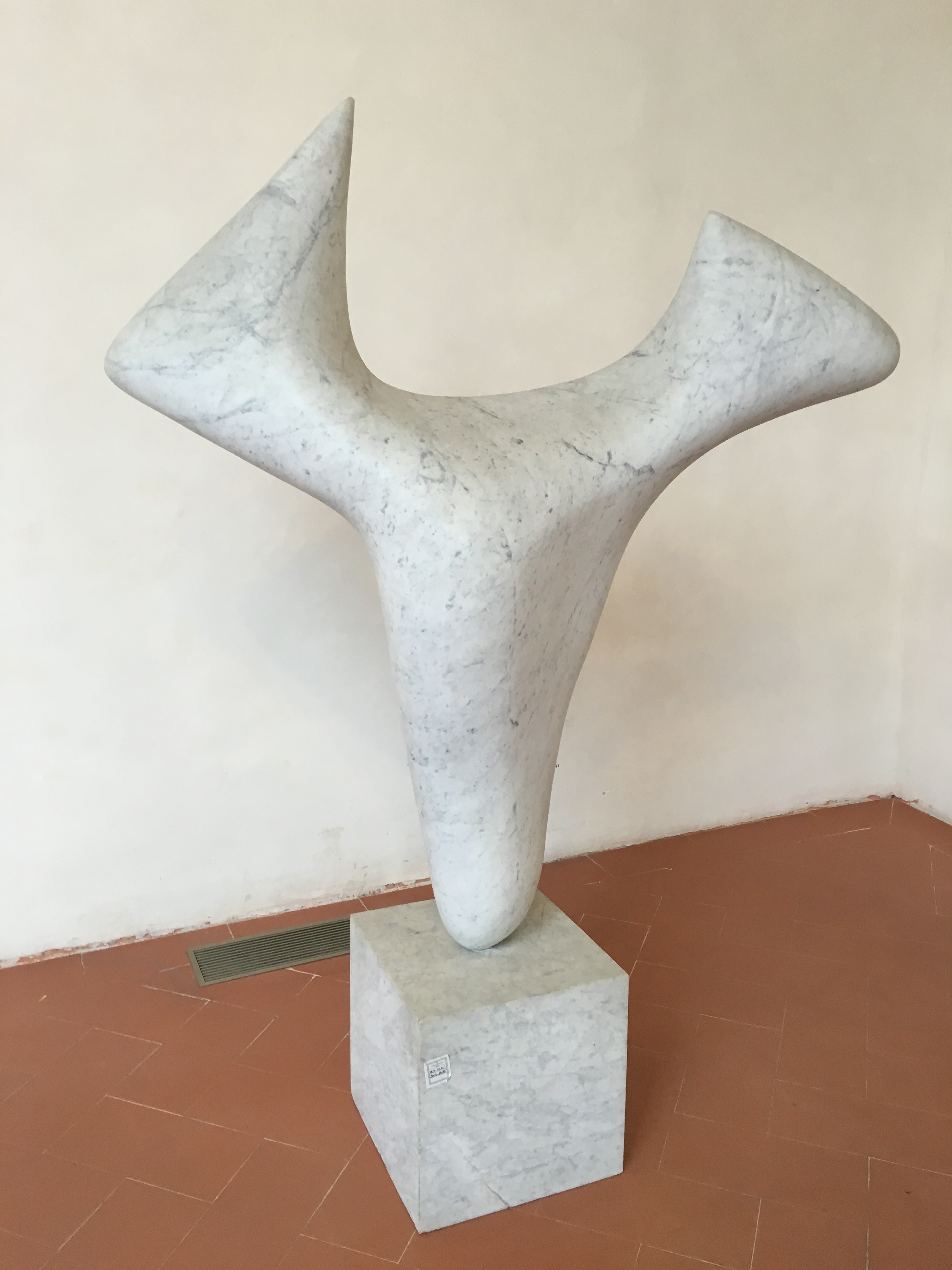
Il pastore dell'essere, 1963, alla Biblioteca delle Oblate di Firenze.

- Busto femminile - s.d., marmo, Galleria d'arte contemporanea Osvaldo Licini, Ascoli Piceno
- Figura maschile - s.d., marmo, Museo civico di Palazzo Te, Mantova
- Torso femminile - 1941-1944, marmo, Museo di arte moderna e contemporanea, Udine
- Nudo - 1945, marmo, MoMA, New York, Stati Uniti
- Nudo astratto - 1949, marmo di Carrara, Middelheim Museum, Anversa, Belgio
- The Girl Friend - 1949-1953, Amirim Sculpture Garden, Amirim, Israele
- Cariatide - 1952, marmo, Museo Revoltella, Trieste
- Cariatide - 1952, marmo di Carrara, Collezione Fondazione Cariverona, Verona
- Cariatide - 1952, gesso, Galleria nazionale d'arte moderna e contemporanea, Roma
- Nudo - 1952, marmo, Ca'Pesaro, Venezia
- Torso virile - 1952, bronzo, Ca'Pesaro, Venezia
- Torso femminile - 1952, bronzo, Ca'Pesaro, Venezia
- Torso femminile - 1954, marmo di Carrara, Middelheim Museum, Anversa, Belgio
- Nudo al Sole - 1958, bronzo dorato, Negozio Olivetti, Venezia
- Nudo di donna - 1958, gesso, Accademia nazionale di San Luca, Roma
- Scultura Astratta - 1960, bronzo, Università di Kassel, Kassel, Germania
- Angelo nero - 1960-1969, bronzo brunito, Museo per l'Arte Italiana Contemporanea, Sartirana Lomellina
- Chimera - 1962, bronzo, Albright-Knox Art Gallery, Buffalo, Stati Uniti
- Il pastore dell'essere - 1963, marmo, Collezione Fondazione Carisbo, Bologna
- Il pastore dell'essere - 1963, marmo, Biblioteca delle Oblate, Firenze
- Il pastore dell'essere - 1963, marmo, Collezione Fondazione Cariverona, Verona
- La grande madre - 1966, ottone lucidato, Ca'Pesaro, Venezia
- Figura. Forma astratta - 1974, marmo venato, Museo civico del marmo, Carrara
- Bagnante - 1975, bronzo, Ca'Pesaro, Venezia
- Bagnante - 1975, bronzo dorato, Museo del Novecento, Milano
- Bagnante - 1975, bronzo, Casa Museo Remo Brindisi, Comacchio
- Bagnante - 1980, bronzo lucidato, Collezione Fondazione Cariverona, Verona
- La danza. Pietà nella speranza - 1982, Azienda ospedaliera Santa Maria della Misericordia, Udine

## Riconoscimenti
- 1948: Premio Presidenza Biennale per giovani artisti italiani riservato ad uno scultore, alla XXIV Biennale di Venezia[2].
- 1952: Premio aggiunto Comune di Venezia per uno scultore, alla XXVI Biennale di Venezia[2].
- 1965: Premio del Parlamento per la scultura, alla IX Quadriennale nazionale d'arte di Roma.
- 1965: Accademico corrispondente italiano dell'Accademia nazionale di San Luca.
- 1966: Premio Comune di Venezia riservato a uno scultore italiano, alla XXXIII Biennale di Venezia[2].
- 1979: Accademico nazionale dell'Accademia nazionale di San Luca.
- 1983: Premio Feltrinelli per la Scultura (ex aequo con Pietro Consagra), assegnato dall'Accademia dei Lincei[5].